# Martti Lautala
Martti Lautala (* 11. November 1928; † 5. November 2016) war ein finnischer Skilangläufer.
Lautala, der für den Lappeen Riento startete, errang im Jahr 1952 bei den Lahti Ski Games den zweiten Platz über 50 km. Im folgenden Jahr kam er beim Holmenkollen Skifestival auf den zweiten Platz über 50 km und bei den Lahti Ski Games auf den vierten Platz über 50 km. Bei den Weltmeisterschaften 1954 in Falun gewann er die Bronzemedaille über 30 km. Ende Februar 1955 belegte er bei den Lahti Ski Games erneut den zweiten Platz und im folgenden Jahr den vierten Platz über 50 km.